# D. B. Weiss

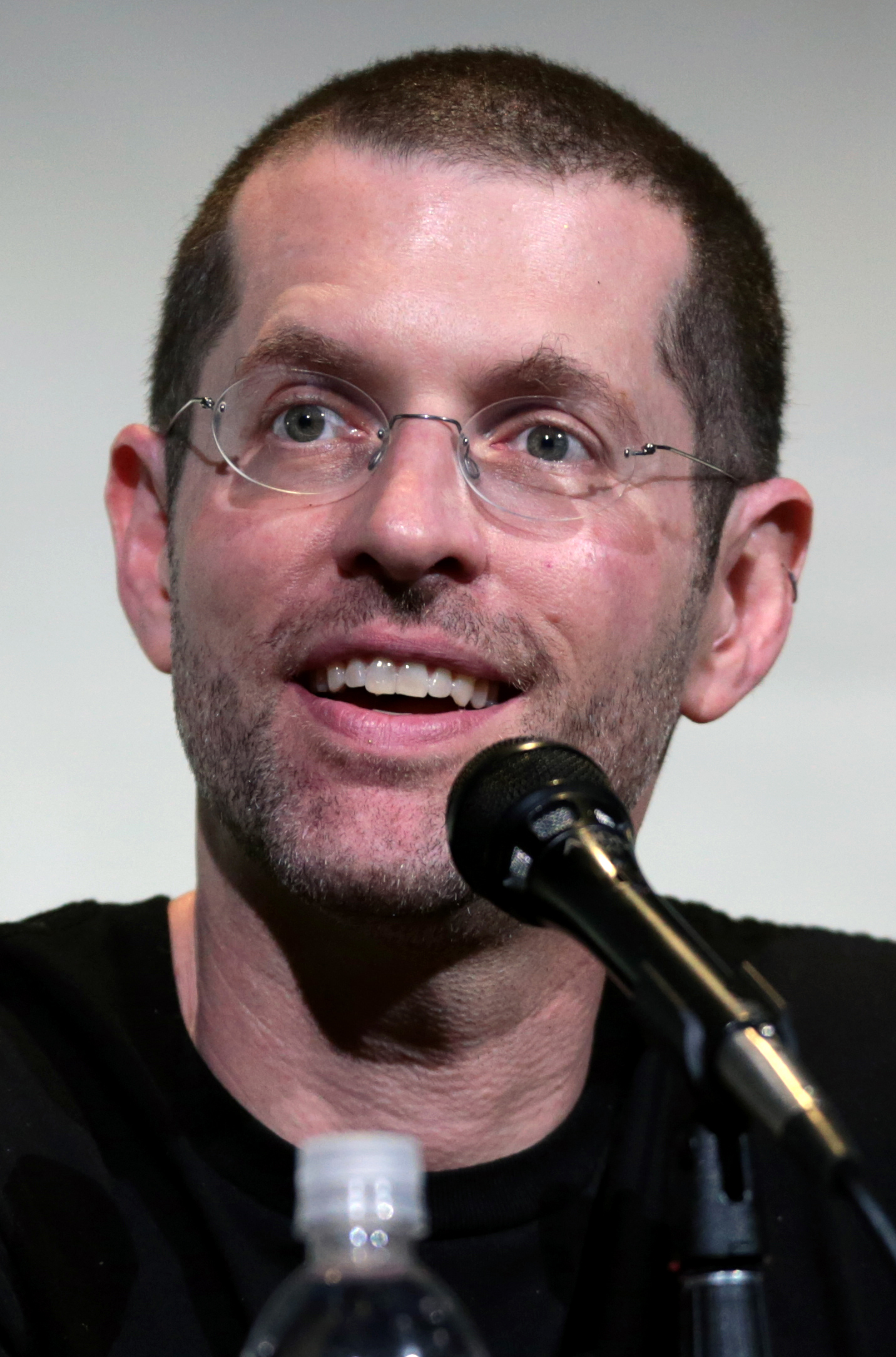
D. B. Weiss im Jahr 2016.

D. B. Weiss (* 23. April 1971 in Chicago, Illinois als Daniel Brett Weiss) ist ein US-amerikanischer Buch- und Drehbuchautor. Sein Debütroman Lucky Wander Boy (2003) handelt thematisch von Videospielen. Seitdem wurde er in Verbindung mit Adaptionen von diversen Science-Fiction- und Fantasygeschichten gebracht.

## Leben
Weiss wurde in Chicago geboren und wuchs dort auch auf. Er ging auf die Wesleyan University und erhielt seinen Master of Philosophy in „Irische Literatur“ vom Trinity College Dublin und einen Master of Fine Arts in „Kreatives Schreiben“ vom Iowa Writers’ Workshop.
Weiss hat einen zweiten Roman geschrieben, der jedoch nach eigener Aussage noch einmal überarbeitet werden muss.
Er wurde beauftragt das Drehbuch zur Filmadaption von Bungies Videospielserie Halo, basierend auf dem Eine-Million-US-Dollar-Skript von Alex Garland, zu schreiben. Das Umschreiben war für 2006 geplant und eine Veröffentlichung des Films 2008. Zudem verfasste Weiss ein Skript für Orson Scott Cards Buch Das große Spiel.
Weiss arbeitete bis 2019 mit David Benioff, dem Drehbuchautor von Troja (2004), an der HBO-Fernsehadaption von George R. R. Martins Buchreihe Das Lied von Eis und Feuer. Durch den Erfolg der Serie wurden Weiss und Benioff von Disney beauftragt, nach dem Ende von Game of Thrones an den Drehbüchern mehrerer Filme im Star-Wars-Universum zu arbeiten und diese auch zu produzieren. Ein Veröffentlichungsdatum wurde erst einmal nicht bekannt. Ende Oktober 2019 wurde der Rückzug der beiden aus dem Plan einer neuen Star-Wars-Trilogie bekanntgegeben. Ein erster Teil war für 2022 anvisiert. Als Grund wurde mangelnde Zeit durch die Arbeit an anderen Projekten genannt.
Außerdem wurde Weiss beauftragt das Skript zu einem Prequelfilm  von I Am Legend (2007) zu schreiben, sowie eine Neuverfilmung von Sie leben (1988) des Regisseurs John Carpenter.

## Auszeichnungen (Auswahl)
Emmy Award
- Nominierung für den Emmy 2011 mit Game of Thrones für das beste Drehbuch einer Drama-Serie und die beste Drama-Serie gemeinsam mit David Benioff bzw. den Produzenten von Game of Thrones
- Nominierung für den Emmy 2012 mit Game of Thrones für die beste Drama-Serie gemeinsam mit den Produzenten von Game of Thrones
- Nominierung für den Emmy 2013 mit Game of Thrones für das beste Drehbuch einer Drama-Serie und die beste Drama-Serie gemeinsam mit David Benioff bzw. den Produzenten von Game of Thrones[10]
- Auszeichnung im Jahr 2015 mit einem Emmy Award für das beste Drehbuch einer Drama-Serie gemeinsam mit David Benioff[11]
- Auszeichnung im Jahr 2016 mit einem Emmy Award für das beste Drehbuch einer Drama-Serie gemeinsam mit David Benioff[12]

British Fantasy Award
- 2014 Auszeichnung für  Game of Thrones: Der Regen von Castamaer gemeinsam mit David Benioff

## Werke
- Lucky Wander Boy. Plume, 25. Februar 2003, ISBN 0-452-28394-9

## Filmografie

### Drehbuch
- 2011–2019: Game of Thrones (Fernsehserie)
- 2013: It’s Always Sunny in Philadelphia (Fernsehserie, Folge 9x08)
- 2022: Metal Lords (auch Produzent)
- 2024: 3 Body Problem (Fernsehserie)

### Ausführender Produzent
- 2011–2019: Game of Thrones (Fernsehserie)
- 2014: The Specials (Fernsehserie)